# Pedro Vítor da Costa Sequeira
Pedro Vítor da Costa Sequeira (Lisboa, 6 de abril de 1845 — Lisboa, 4 de dezembro de 1905), bacharel em Matemática pela Universidade de Coimbra e engenheiro de minas pela École des Mines de Paris, foi alto funcionário do Ministério das Obras Públicas, Comércio e Indústria e político. Entre outras funções de relevo, foi governador civil do Distrito de Beja, deputado às Cortes, par do reino e ministro.

## Biografia
Nasceu em Lisboa, filho do oficial do Exército Português, depois general, Pedro Victor da Costa Sequeira. A família tinha tradição nos campos artístico e da arquitectura e engenharia, pois era neto do famoso arquitecto civil e professor de desenho José da Costa Sequeira e sobrinho-bisneto do pintor Domingos António de Sequeira. Foi irmão do deputado Tomás Victor da Costa Sequeira (1850-1898) e dos oficiais do Exército e engenheiros Augusto Victor da Costa Sequeira e José Victor da Costa Sequeira, ambos funcionários do Ministério das Obras Públicas, Comércio e Indústria (MOPCI).
Terminados os estudos preparatórios em Lisboa, com o objectivo de seguir a carreira militar, matriculou-se nos cursos de Matemática e Filosofia da Universidade de Coimbra, que conclui em 1864, quando tinha apenas 19 anos de idade. Considerado um excelente aluno, decidiu abandonar a ideia de uma carreira militar e foi escolhido para frequentar, como bolseiro do Estado Português, formação avançada em engenharia no estrangeiro.
Nesse mesmo ano de 1864 matriculou-se como aluno-engenheiro (élève-ingénieur) na École des mines de Paris (ao tempo designada por École Impériale des Mines) cujo curso de Ingénieur civil des Mines concluiu em 1867. Terminado o curso, realizou uma prolongada visita de estudo que o levou aos principais centros mineiros e matalúrgicos da França, Bélgica e Saxe, regressando a Lisboa em outubro de 1868.
Após o seu regresso, ingressou no quadro superior do Ministério das Obras Públicas, Comércio e Indústria, em Lisboa, sendo colocado, como engenheiro e administrador de minas no Distrito de Beja, cabendo-lhe as funções de administrador-geral das minas de cobre de Beja, cabendo-lhe em particular a supervisão dos trabalhos na Mina de São Domingos, cargo que exerceu até 27 de janeiro de 1872, data em que regressou aos quadros do Serviço de Minas do MOPCI em Lisboa. Durante a sua permanência em Beja também ocupou o lugar de vogal da Junta Consultiva de Obras Públicas do respectivo distrito.
A sua ligação a Beja saiu reforçada ao casar naquela cidade com Amélia Sequeira, filha de um médico local, o dr. Rosado, de quem teve descendência. Aderiu ao Partido Regenerador e entrou na actividade política através de um jornal de que foi redactor e proprietário em Beja.
A sua ligação a Beja e ao Partido Regenerador levou a que em abril de 1881 fosse nomeado governador civil do Distrito de Beja, pelo governo regenerador presidido por Rodrigues Sampaio, funções que exerceu até ser exonerado, a seu pedido, em março de 1885. Enquanto governador civil e presidente por inerência do Conselho Distrital de Agricultura daquele distrito, interessou-se sobremaneira pelas questões agrárias, tomando a iniciativa pioneira de solicitar a Gerardo Augusto Pery a elaboração de relatórios e estatísticas agrícolas para os concelhos de Beja e Cuba.
Na remodelação governamental de 27 de Maio de 1892 substituiu Sebastião José de Carvalho, o visconde de Chanceleiros, à frente do Ministério das Obras Públicas, Comércio e Indústria, de que era funcionário. Entre 9 de novembro e 18 de novembro de 1892 exerceu, interinamente e em acumulação, as funções de Ministro da Fazenda. O governo, presidido por José Dias Ferreira, manteve-se em funções até 23 de fevereiro de 1893, caindo porque nas eleições de 23 de outubro de 1892 os governamentais não obtiveram a maioria.